# Charles Dutheil
Pour les articles homonymes, voir Dutheil.
 (juin 2016).
Charles Dutheil, né le 21 août 1897 à Béziers (Hérault) et mort le 17 mars 1970 à Millau (Aveyron), est un homme politique français.

## Biographie
Né à Béziers (Hérault) le 21 août 1897, il s’engage dès le début de la première guerre mondiale et reçoit la Croix de guerre. Le 18 août 1920, il épouse Hélène Cabot, son aînée de trois ans, native du Caylar, qui lui donne sept enfants (trois filles et quatre garçons) entre 1921 et 1937. Directeur de banque, Charles Dutheil entre dans la Résistance, obtenant la croix de la Légion d’honneur, la médaille de combattant volontaire des deux guerres et deux citations dans l’ordre de la Résistance.
Il rejoint le MRP dès sa création. Il est candidat à la députation sous l’étiquette « Républicain populaire-Centre démocrate » en novembre 1958. 
Arrivé en deuxième position au premier tour, avec 11 633 voix (sur 52 250 exprimées), il talonne de près (49 voix), le candidat UNR Louis-Alexis Delmas, politiquement inconnu dans la circonscription, et devance sensiblement (1200 voix) le député sortant CNI, Emmanuel Temple, ancien ministre des Anciens combattants. Le retrait du candidat SFIO « parachuté », Rouquet-Lagarrigue permet à Charles Dutheil de gagner 8 000 voix et de battre de 567 voix le candidat UNR , arrivé en tête dans 9 des 17 cantons de la circonscription.
Après quatre ans de mandat parlementaire et dans le climat tendu de la dissolution, Charles Dutheil, à 65 ans, passe la main. Sous l’étiquette « Action rurale, sociale et familiale », il se présente en qualité de suppléant de l’avocat Roger Julien, maire et conseiller général de Nant. Malgré un handicap de 5000 voix sur Louis, Alexis Delmas au premier tour, Roger Julien l’emporte le 25 novembre 1962 avec 4 000 voix d’avance venues de la gauche. 
Il meurt à Millau le 17 mars 1970. Il est enterré au cimetière de Bellegarde (Tarn).

## Mandats électifs
- Maire de Millau de 1949 à 1965
- Conseiller général de l'Aveyron de 1949 à 1967
- Député de l'Aveyron de 1958 à 1962

## Décorations
- Chevalier de la Légion d'honneur
- Croix de guerre 1914–1918
- Médaille de la Résistance française
- Croix du combattant volontaire